# Ornella (album)
Ornella, pubblicato nel 1966, è il quarto album in studio della cantante italiana Ornella Vanoni.

## Descrizione
L'album mostra la duttilità della Vanoni, che si cimenta con brani molto diversi tra di loro, da Tenco a cover di Barbra Streisand, e contiene Io ti darò di più, uno dei maggiori successi commerciali di quegli anni della cantante che porta al Festival di Sanremo, anche se ammetterà in seguito di non amare quel brano e di essere stata costretta dalla sua casa discografica.

## Tracce
1. Finalmente libera - 3:33 - (Mogol-Bruno Canfora-Baselli - Jourdan)
2. Guardo te che te ne vai - 2:58 - (G.marchetti- Sanjust)
3. Gente (people) - 3:47 - (Giorgio Calabrese - Jule Styne - Bob Merril)
4. Io no - 2:34 - (Alberto Testa - Memo Remigi)
5. Tu non hai capito niente - 2:42 - (Luigi Tenco)
6. Per questo voglio te' - 2:46 - (Mogol- De Ponti)
7. Io ti darò di più - 2:51 - (Alberto Testa - Memo Remigi)
8. 1-2-3 - 2:08 - (Daniele Pace - White - Madara - Borisoff)
9. Tu che m'hai preso il cuor - 2:46 - (Rastelli - Panzeri - Lehar)
10. Tutta la gente del mondo - 4:04 - (Lina Wertmüller - Bruno Canfora)
11. Questo è il momento - 2:22 - (Lina Wertmüller - Bruno Canfora)
12. La ronda dell'amore - 2:11 - (Daniele Pace - Panzeri)

## Formazione

### Artista
- Ornella Vanoni - voce

### Arrangiamenti
- Bruno Canfora
- Iller Pattacini
- M.Marchetti